# FCTニュースロータリー
『FCTニュースロータリー』（エフシーティーニュースロータリー）は、1976年4月5日から1981年9月30日まで福島中央テレビで放送されていた昼のローカルニュース番組。
オープニングは、ただ紙焼きテロップに「FCTニュースロータリー」と載せただけのもの。そのオープニングの画像は、福島中央テレビ30年史でも見ることができる。
福島放送の開局に伴い、昼の全国ネットニュースが『ANNニュースライナー』から『NNN昼のニュース』に変更されたことから終了した。

## 放送時間
- 11:30 - 11:45

## キャスター
- FCTアナウンサーの持ち回り